# Baziel
Baziel (typ 1B) – typ polskich parowozów przemysłowych na tor normalny lub wąski. Dwuosiowy tendrzak o układzie osi B, produkowany przez Fablok w Chrzanowie w latach 1947–1959, w liczbie łącznie 80 sztuk, w tym na eksport do Bułgarii (znanych jako typ Pernik 2) i Wietnamu.

## Produkcja i eksploatacja
Parowóz został opracowany po II wojnie światowej na podstawie dokumentacji przedwojennych lokomotyw normalnotorowych typów T1C i T2C produkowanych w Fabloku. Typ ten otrzymał oznaczenie fabryczne 1B i nazwę Baziel, będącą skrótem od nazwy producenta kotła Babcock-Zieleniewski w Sosnowcu. Przewidziano uniwersalność konstrukcji, która mogła być budowana na szerokości toru od 1435 mm (tor normalny) do 900 mm.
W latach 1947–1950 wyprodukowano dla polskiego przemysłu 20 lokomotyw normalnotorowych tego typu. Dalsze 20 zbudowano w latach 1949–1950 na eksport do Bułgarii, na tor wąski 900 mm – były one przeznaczone do pracy w zagłębiu Pernik i nosiły polskie oznaczenie typu Pernik 2. Parowozy te były produkowane następnie również w wersji wąskotorowej na tor 1000 mm dla polskiego przemysłu – w latach 1952–1957 zbudowano ich 30, po czym w 1959 roku jeszcze 10 zmodyfikowanych. Z tej ostatniej grupy pięć było zbudowanych na eksport do Wietnamu, ale według najnowszych opracowań, ostatecznie trafiły tam tylko trzy. Parowozy tego typu były ostatnimi parowozami wąskotorowymi zbudowanymi w Polsce.
Stosowany był najczęściej w pracy na bocznicach przyzakładowych. W zakładach przemysłowych bywały oznaczane serią TKb, według  norm PKP dla dwuosiowych tendrzaków. Większość parowozów normalnotorowych służyła w hutach, a większość wąskotorowych w cementowniach (jednymi z głównych odbiorców były cementownie: Saturn w Wojkowicach i Wiek). Przynajmniej trzy lokomotywy przekuto na tor o szerokości 900 mm. Parowóz był ekonomiczny w zużyciu paliwa i rozwijał prędkość do 35 km/h.

## Opis
Tendrzak o układzie osi B, z kotłem na parę nasyconą (układ Bn2t). Kocioł płomieniówkowy ze stojakiem półpromienistym i stalową skrzynią ogniową. Ostoja blachowa, z blach grubości 25 mm, z odsprężynowaniem dolnym, z czterem punktami podparcia. Parowozy wąskotorowe miały węższą ostoję. Wersja normalnotorowa i ostatnie 10 wąskotorowych w wersji eksportowej (z 1959) miały rozstaw osi 2100 mm i mogły pokonywać łuki o promieniu 70 m, wersja wąskotorowa miała rozstaw osi 1800 mm i mogła pokonywać łuki o promieniu 26 m.
Silnik parowy bliźniaczy dwucylindrowy, z suwakami tłoczkowymi. Silniki napędzały drugą oś wiązaną. Rozrząd Heusingera z podwieszonym wodzidłem suwakowym i nawrotnicą dźwigniową. Smarowanie silników z pojedynczej smarotłoczni Friedmanna. Piasecznica na kotle, uruchamiana ręcznie, podająca piasek pod koła obu osi (w parowozach z 1959 roku, piasecznica we wspólnej obudowie ze zbieralnikiem pary). Hamulec parowy i ręczny dźwigniowy działające na wspólny wał.
Parowóz mógł ciągnąć po poziomym torze pociąg o masie 570 t z prędkością 15 km/h, maksymalnie 740 t.

## Zachowane
Jedyny zachowany egzemplarz normalnotorowy stoi w Skansenie Lokomotyw i Urządzeń Technicznych w Karsznicach, oznaczony Tkb-10 (nr fabryczny 1725). 

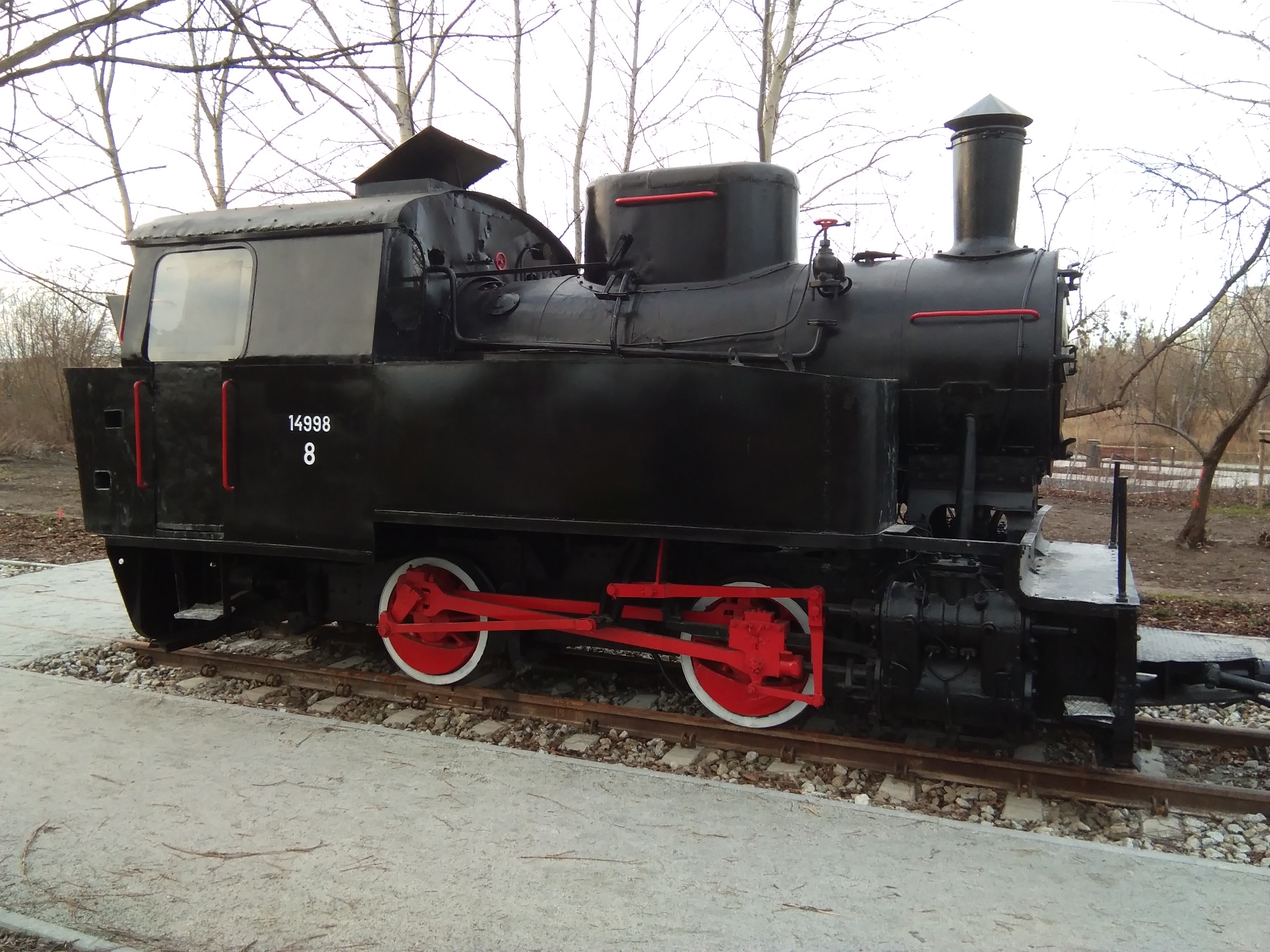
Wąskotorowy Baziel w parku Rataje w Poznaniu

W Polsce istnieją dwa egzemplarze wąskotorowe, pochodzące z cementowni Saturn:
- nr 2638, zachowany jako pomnik w miasteczku westernowym Mrongoville w Mrągowie (ucharakteryzowany na parowóz amerykański)[5],
- nr 2863, od 2018 roku jako pomnik w parku Rataje w Poznaniu[6].